# Aniakchak National Monument and Preserve
Pour les articles homonymes, voir Aniakchak.
Le monument national et réserve nationale Aniakchak (en anglais : Aniakchak National Monument and Preserve) comprend la région autour du volcan Aniakchak au sud-ouest de l'Alaska aux États-Unis. Il fut fondé en 1978. Cette région fait partie de la ceinture de feu du Pacifique. Le monument de 243 335 hectares est l’un des endroits les moins visités du réseau de parcs nationaux en raison de son emplacement éloigné et de ses conditions météorologiques difficiles.

## Description
Le monument et la réserve comprennent quatre grandes régions physiographiques. Le monument est centré sur les montagnes de la chaîne des Aléoutiennes et le cratère Aniakchak. La caldeira du volcan présente un paysage volcanique et géothermique actif et le lac Surprise, la source de la rivière Aniakchak. S’étendant vers l’extérieur des montagnes se trouvent les vallées fluviales altérées par les glaciers. La région côtière s’étend sur 84 km le long du côté sud-est de la péninsule où elle fait face à l’océan Pacifique. L’environnement montagneux est principalement constitué de toundra alpine.

## Faune
Englobant les habitats côtiers et montagneux, Aniakchak abrite une grande variété de plantes et d’animaux. Dans le parc, les plus gros animaux sont le caribou, l'élan d'Alaska, l'ours brun, le glouton et le loup. Sur les côtes, on trouve des lions de mer, des phoques, des otaries et des loutres de mer. L’éruption volcanique de 1931 à Vent Mountain dans le cratère a perturbé les communautés végétales autour du volcan, qui se rétablissent maintenant et qui font l’objet de recherches scientifiques.
En 1989, la marée noire de l’Exxon Valdez a entraîné une contamination par le pétrole sur la côte d’Aniakchak. Le déversement a eu lieu le 24 mars, mais le pétrole n’a atteint la côte de la réserve que le 2 juillet. Environ les deux tiers des 109 km de côte étaient huilés, mais pas lourdement. Le nettoyage s’est poursuivi de 1989 à 1990.

## Galerie

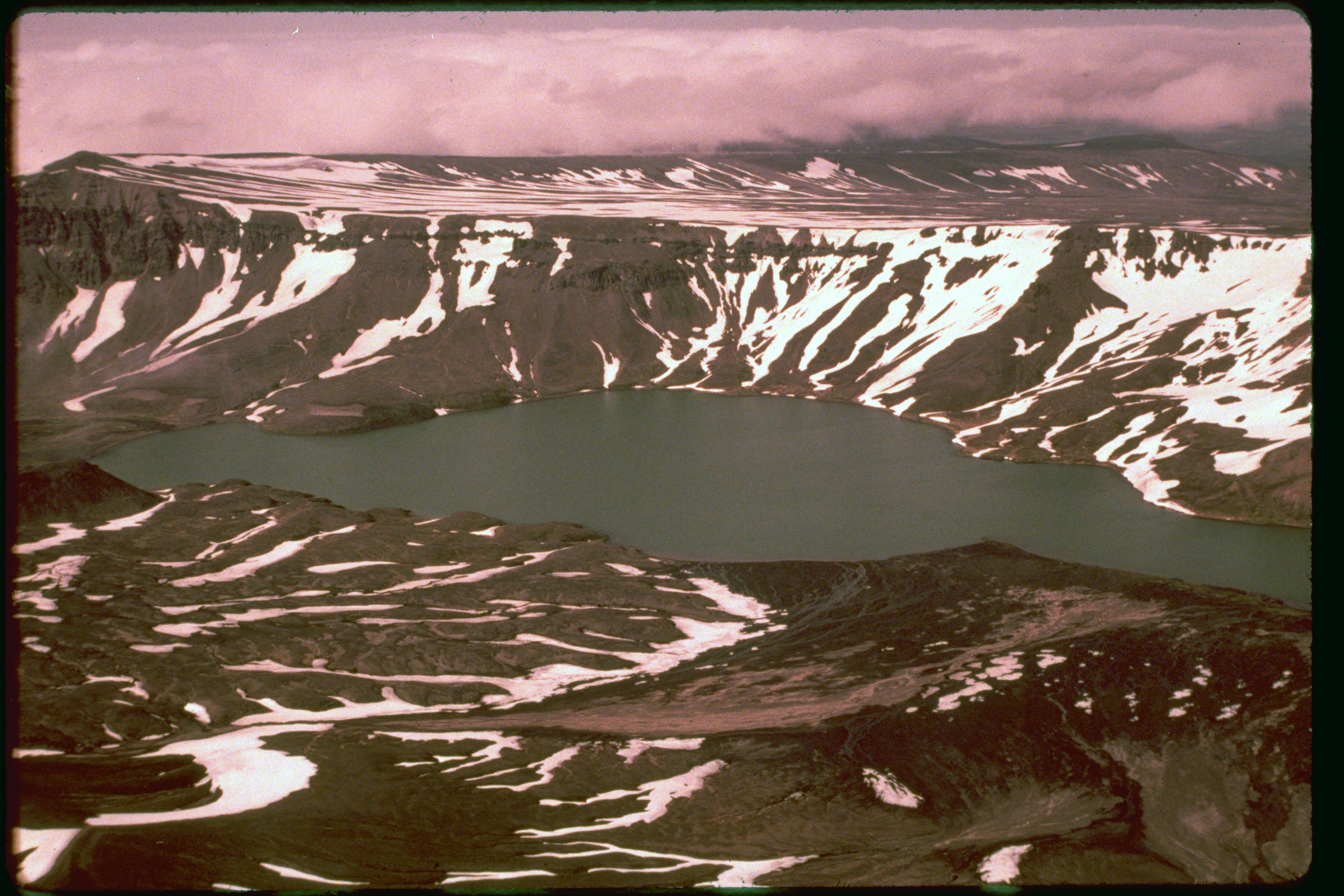
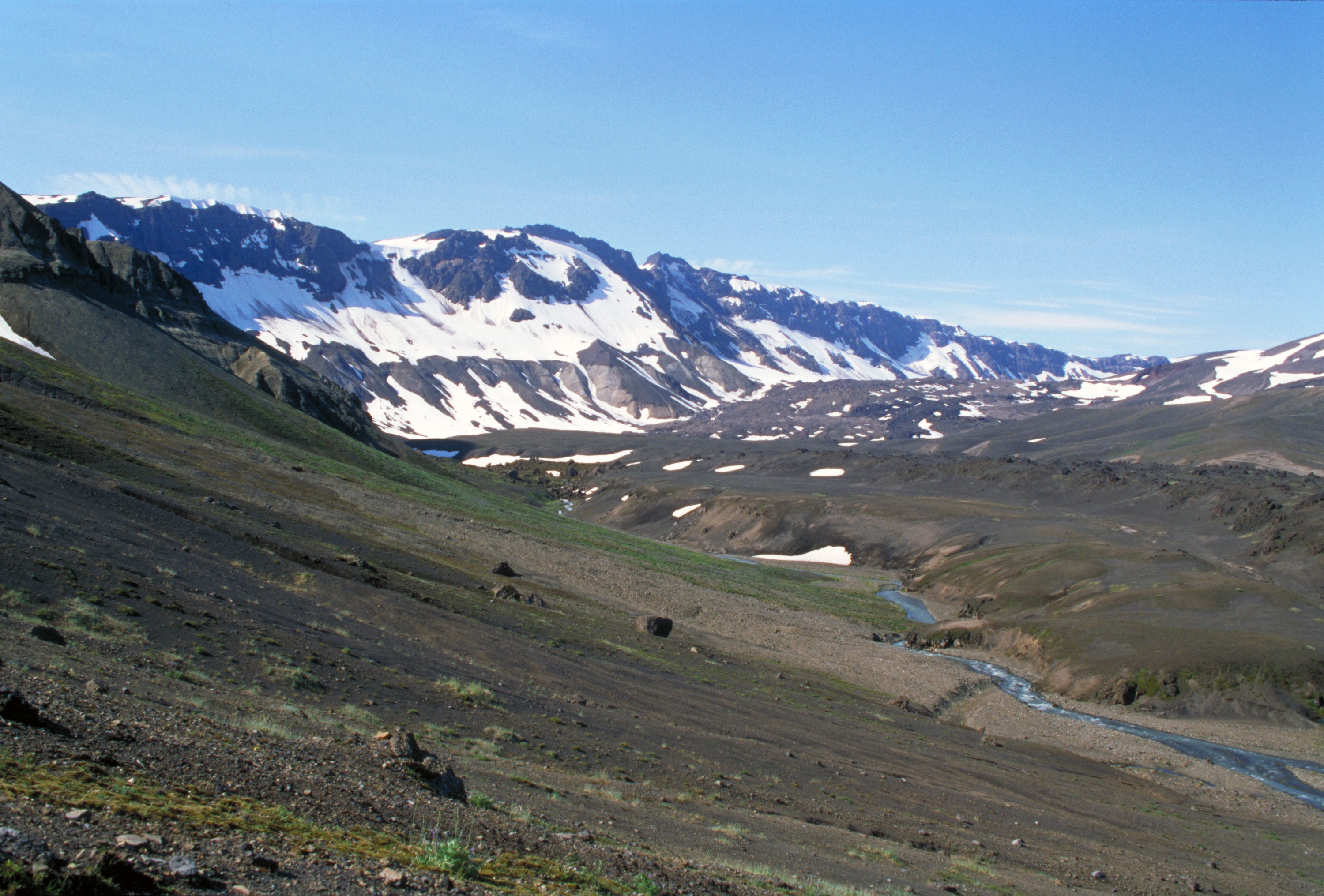
Ania Caldeira
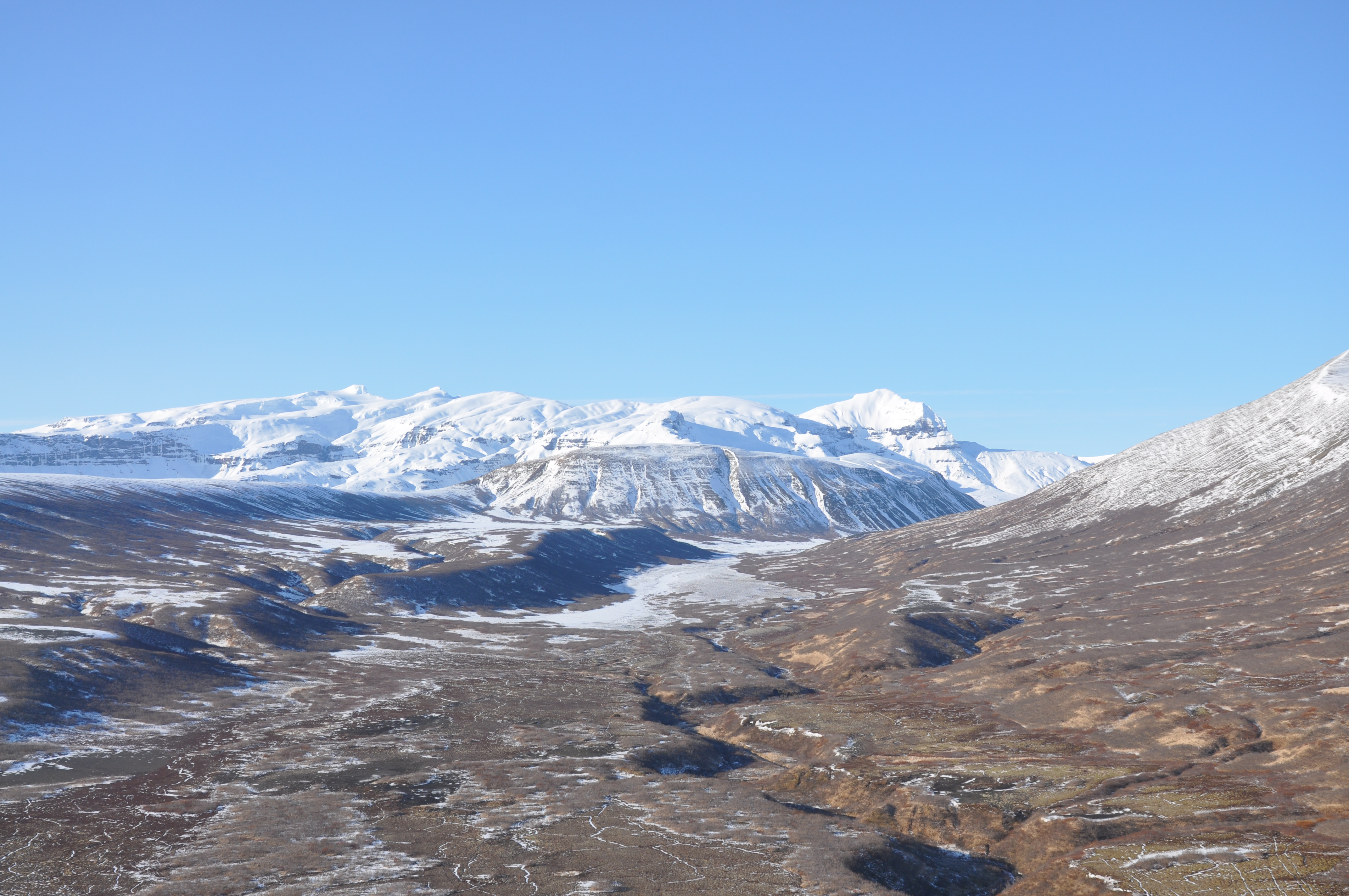
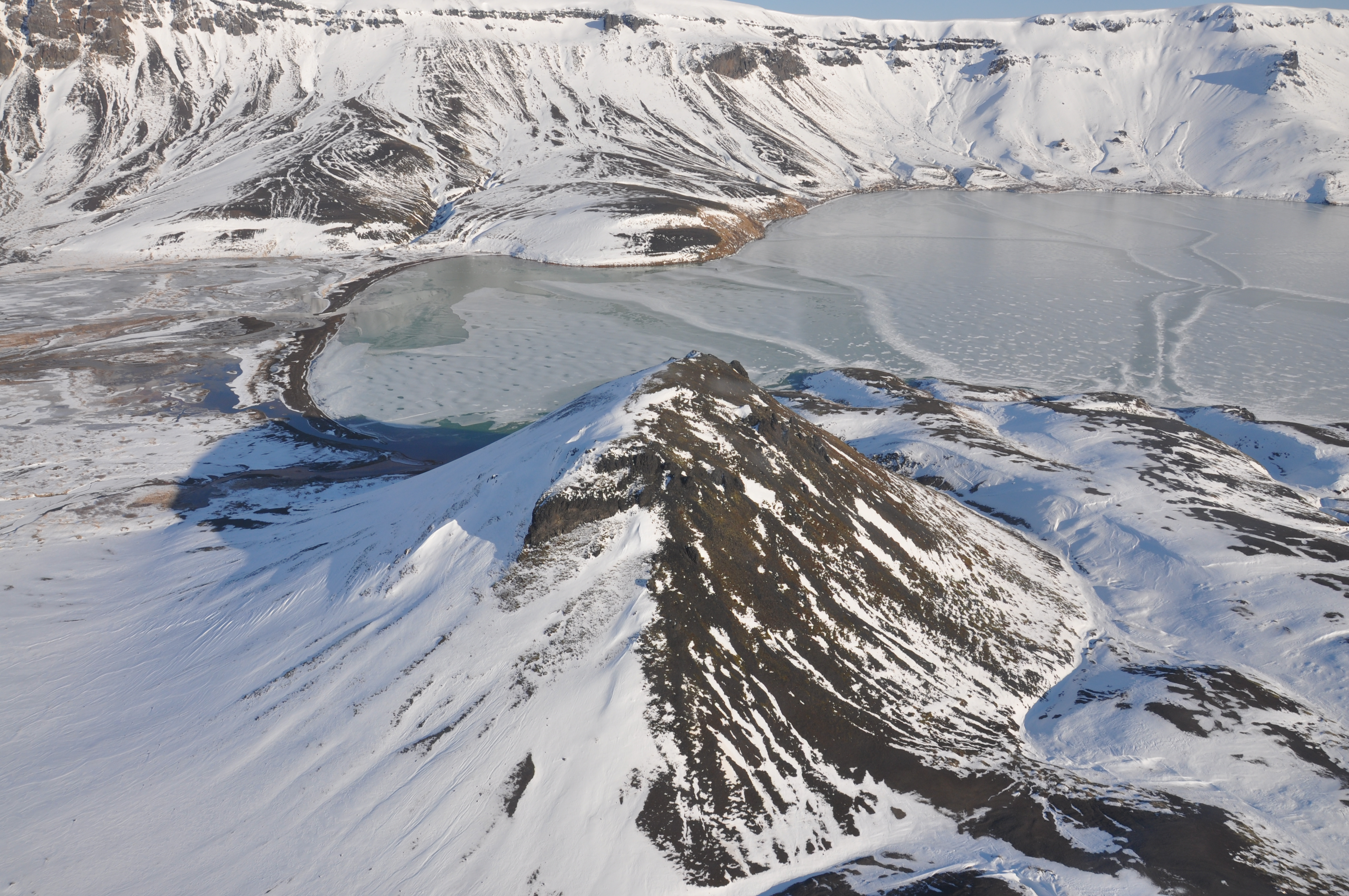
Bolshoi Dome
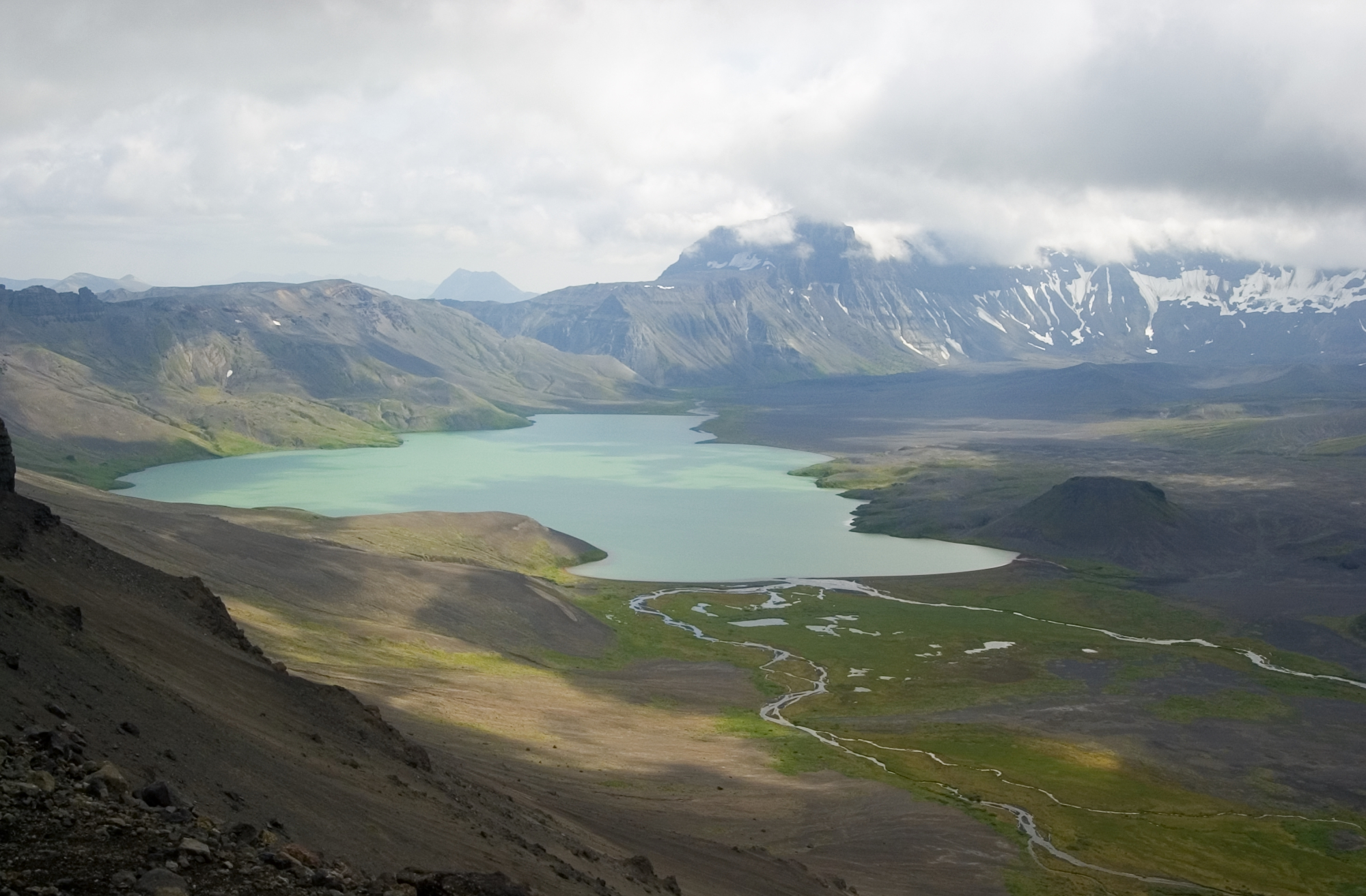
Caldeira du volcan Aniakchak, avec Surprise Lake